# Malvagna
Malvagna település Olaszországban, Szicília régióban, Messina megyében. Lakosainak száma 629 fő (2023. január 1.). Malvagna Francavilla di Sicilia, Mojo Alcantara, Roccella Valdemone, Castiglione di Sicilia és Montalbano Elicona községekkel határos.

## Népesség
A település lakossága az elmúlt években az alábbi módon változott:
| Lakosok száma | 716  | 688  | 629  |
|               | 2017 | 2018 | 2023 |